# AdMarvel
AdMarvel — американская компания, занимающиеся мобильной рекламой. AdMarvel предоставляет клиентам широкий спектр инструментов для анализа и управления услугами. 20 января 2010 года было объявлено о приобретение компании AdMarvel норвежским производителем браузеров для настольных компьютеров и мобильных устройств Opera Software. Сумма сделки составляет 8 млн долларов США.